# Turkije op de Olympische Zomerspelen 1976
Turkije nam deel aan de Olympische Zomerspelen 1976 in Montréal, Canada. Voor het eerst sinds 1928 werd geen medaille gewonnen. Tijdens de volgende deelnames (tot en met 2008) zouden de Turken erin slagen om telkens meerdere medailles te winnen.

## Deelnemers en resultaten per onderdeel

### Atletiek
Mannen, marathon
- Huseyin Aktas - 2:24.30 (→ 37e plaats)
- Veli Balli - 2:24.47 (→ 38e plaats)

### Boksen
Mannen, tot 48 kg
- Alican Az
  1. Eerste ronde - Versloeg Stephen Muchoki (KEN), opgave
  2. Tweede ronde - Verloor van Park Chan-Hee (KOR), 0:5

### Wielersport
Mannen 1.000m tijdrit
- Erol Küçükbakirci - 1.12,697 (→ 23e plaats)

Mannen 4.000m individuele achtervolging
- Erol Küçükbakirci - 23e plaats

Amerikaanse Maagdeneilanden · Andorra · Antigua en Barbuda · Argentinië · Australië · Bahama's · Barbados · België · Belize · Bermuda · Bolivia · Bondsrepubliek Duitsland · Brazilië · Bulgarije · Canada · Chili · Colombia · Costa Rica · Cuba · Denemarken · Dominicaanse Republiek · Duitse Democratische Republiek · Ecuador · Egypte · Fiji · Filipijnen · Finland · Frankrijk · Griekenland · Groot-Brittannië · Guatemala · Haïti · Honduras · Hongarije · Hongkong · Ierland · IJsland · India · Indonesië · Iran · Israël · Italië · Ivoorkust · Jamaica · Japan · Joegoslavië · Kaaimaneilanden · Kameroen · Koeweit · Libanon · Liechtenstein · Luxemburg · Maleisië · Marokko · Mexico · Monaco · Mongolië · Nederland · Nederlandse Antillen · Nepal · Nicaragua · Nieuw-Zeeland · Noord-Korea · Noorwegen · Oostenrijk · Pakistan · Panama · Papoea-Nieuw-Guinea · Paraguay · Peru · Polen · Portugal · Puerto Rico · Roemenië · San Marino · Saoedi-Arabië · Senegal · Singapore · Sovjet-Unie · Spanje · Suriname · Thailand · Trinidad en Tobago · Tsjecho-Slowakije · Tunesië · Turkije · Uruguay · Venezuela · Verenigde Staten · Zuid-Korea · Zweden · Zwitserland